# Funeral for Yesterday (álbum)
Funeral for Yesterday es el cuarto álbum de estudio de Kittie, una banda canadiense conformada solo por mujeres. Fue lanzado el 20 de febrero de 2007, (el 3 de marzo de 2007 en su país natal). El álbum vino acompañado por un DVD que muestra los entretelones de la banda durante la grabación del álbum.
El álbum debutó en el lugar #101 en la lista Billboard Top 200, vendiendo 9000 copias, en la primera semana.

## Lista de canciones
| N.º | Título                            | Escritor(es)                   | Duración |  |
| 1.  | «Funeral For Yesterday»           | Morgan Lander, Mercedes Lander | 3:24     |  |
| 2.  | «Breathe»                         | Morgan Lander, Mercedes Lander | 3:11     |  |
| 3.  | «Everything That Could Have Been» | Morgan Lander, Mercedes Lander | 4:43     |  |
| 4.  | «Slow Motion»                     | Morgan Lander, Mercedes Lander | 3:55     |  |
| 5.  | «Will To Live»                    | Morgan Lander, Mercedes Lander | 3:18     |  |
| 6.  | «Never Again»                     | Morgan Lander, Mercedes Lander | 3:49     |  |
| 7.  | «Sweet Destruction Interlude»     | Morgan Lander, Mercedes Lander | 2:25     |  |
| 8.  | «Summer Dies»                     | Morgan Lander, Mercedes Lander | 3:53     |  |
| 9.  | «Flowers Of Flesh And Blood»      | Morgan Lander, Mercedes Lander | 2:14     |  |
| 10. | «Around Your Heart»               | Morgan Lander, Mercedes Lander | 2:56     |  |
| 11. | «This Too Shall Pass»             | Morgan Lander, Mercedes Lander | 3:07     |  |
| 12. | «Last Goodbye»                    | Morgan Lander, Mercedes Lander | 2:38     |  |
| 13. | «Witch Hunt»                      | Morgan Lander, Mercedes Lander | 4:01     |  |
| 14. | «The Change»                      | Morgan Lander, Mercedes Lander | 3:57     |  |